# 仁木南インターチェンジ
仁木南インターチェンジ（にきみなみインターチェンジ）は、北海道余市郡仁木町大江に建設予定の倶知安余市道路のインターチェンジである。
「仁木南インターチェンジ」という名称は仮称である。

## 歴史
- 2014年（平成26年）度 : 共和 - 余市間（約28 km）が新規事業化[1]。

供用開始は未定である。

## 周辺
- 観光農園峠のふもと紅果園
- 銀山駅（JR北海道・函館本線）

## 接続する道路
- 直接接続
  - 国道5号
- 間接接続
  - 北海道道1022号仁木赤井川線

## 隣
E5A 倶知安余市道路
共和IC（仮称）（事業中） - 共和北IC（仮称）（事業中） - 仁木南IC（仮称）（事業中） - (14) 仁木IC